# July Morning
„July Morning” este un al treilea cântec de pe albumul Look at Yourself din 1971 al formației Uriah Heep.

## Apariții în alte albume
Cântecul a apărut pe multe dintre înregistrările Uriah Heep live, printre care:
- "Uriah Heep Live" 1973
- "The Best of Uriah Heep" 1976
- "Live in Europe" 1987
- "Live in Moscow" 1988
- "The Collection" 1989
- "Still 'Eavy Still Proud" 1994
- "Platinum: The Ultimate Collection" 1995
- "A Time of Revelation" 1996
- "The Best of... Part 1" 1996
- "King Biscuit Flower Hour Presents Uriah Heep in concert" 1997
- "Rock Progression" 1998
- "Classic Heep: An Anthology" 1998
- "Three Classic Albums:...Very 'Eavy ...Very 'Umble,Salisbury,Look at Yourself" 1998
- "The Best of Pts. 1-2" 1999
- "Travellers in Time: An Anthology Vol. 1" 1999
- "Future Echoes of the Past" 2001
- "20th Century Masters: The Millennium Collection: The Best of Uriah Heep" 2001
- "Electrically Driven" 2001
- "Sailing the Sea of Light" 2001
- "Radio Caroline Calling 70's Flashback" 2001
- "Remasters: The Official Anthology" 2001
- "The Box Miniatures" 2002
- "The Magician's Birthday Party" 2002
- "Two Sides of Uriah Heep" 2003
- "The Ultimate Collection" 2003
- "Revelations: The Uriah Heep Anthology" 2004
- "Gold: Looking Back 1970-2001" 2004
- "From the Front Row... Live!" 2004
- "The Anthology" 2004
- "Best of Symfo Rock" 2005
- "Chapter & Verse" 2005
- "Between Two Worlds" 2005
- "Wake Up: The Singles Collection" 2006
- "Bird of Prey: Best of Uriah Heep" 2006
- "Easy Livin': Singles A's & B's" 2006
- "Very Best of Uriah Heep" 2006
- "Celebration" 2009
- "Live at Sweden Rock" 2010
- "Wizards: The Best of Uriah Heep" 2011
- "Live in Armenia" 2011
- "Official Bootleg Vol. 3: Live in Kawasaki in Japan 2010" 2011
- "Official Bootleg" 2011
- "Official Bootleg Vol. 4: Live From Brisbane 2011" 2011
- "Official Bootleg Vol. 2: Live in Budapest Hungary 2010" 2011
- "Uriah Heep Official Bootleg: 19.12.9 Gusswerk" 2011
- "Official Bootleg Vol.5: Live in Athens, Greece" 2011
- "Great British Rock" 2011
- "Rock Legends" 2011
- "Icon" 2012